# My Own Prison
My Own Prison (рус. Моя личная тюрьма) — дебютный студийный альбом американской рок-группы Creed, выпущенный 26 августа 1997 года на лейбле Wind-up Records. Только в США было продано более 6 миллионов копий альбома. В 2002 году он был сертифицирован RIAA как мультиплатиновый.
My Own Prison намного тяжелее и более ориентирован на гранж, чем последующие альбомы Creed. Стиль альбома описывают как гранж, пост-гранж, альтернативный метал и хэви-метал. The New York Times сравнил альбом с эпохой Badmotorfinger Soundgarden. Они также сравнили музыку с Hootie & the Blowfish, а песню «Unforgiven» — с Metallica. Стивен Эрлевайн из AllMusic написал, что «у Creed нет оригинального или отличительного звучания — они в основном попадают в категорию постсиэтлских групп, которые смягчают свой гранж дозой искренности, как группа Live». В 1997 году, когда «My Own Prison» впервые привлекла к группе внимание из мейнстрима, Брэдли Бамбаргер из Billboard написал, что звучание Creed «смущающе напоминает Alice in Chains». Джастин Шеремет из Hartford Courant написал, что Крид «по сути, это Alice in Chains без остринки», сравнив вокал певца Стэппа с вокалом покойного вокалиста AIC Лэйна Стейли. Он описал альбом как «скрандж», который он определил как «принятое название для групп, которые оседлали волну Сиэтла с парой хитов и впоследствии исчезли — таких групп, как Silverchair, Sponge, Candlebox и так далее».

## Список композиций
Слова и музыка всех песен — Скотт Степп и Марк Тремонти.
| №                   | Название               | Длительность |
| ------------------- | ---------------------- | ------------ |
| 1.                  | «Torn»                 | 6:25         |
| 2.                  | «Ode»                  | 4:58         |
| 3.                  | «My Own Prison»        | 5:00         |
| 4.                  | «Pity for a Dime»      | 5:29         |
| 5.                  | «In America»           | 5:00         |
| 6.                  | «Illusion»             | 4:37         |
| 7.                  | «Unforgiven»           | 3:38         |
| 8.                  | «Sister»               | 4:56         |
| 9.                  | «What's This Life For» | 4:08         |
| 10.                 | «One»                  | 5:03         |
| Общая длительность: | Общая длительность:    | 49:10        |

| №                   | Название            | Длительность |
| ------------------- | ------------------- | ------------ |
| 11.                 | «Bound and Tied»    | 5:35         |
| Общая длительность: | Общая длительность: | 54:45        |

| №                   | Название                          | Длительность |
| ------------------- | --------------------------------- | ------------ |
| 11.                 | «Bound and Tied»                  | 5:35         |
| 12.                 | «What's This Life For» (Acoustic) | 4:22         |
| Общая длительность: | Общая длительность:               | 59:07        |

## Участники записи
- Скотт Степп — вокал
- Марк Тремонти — гитара, бэк-вокал
- Брайан Маршалл — бас
- Скотт Филлипс — ударные